# Agrotis catenatus
Agrotis catenatus là một loài bướm đêm trong họ Noctuidae.